# Jacobus C. Kapteyn

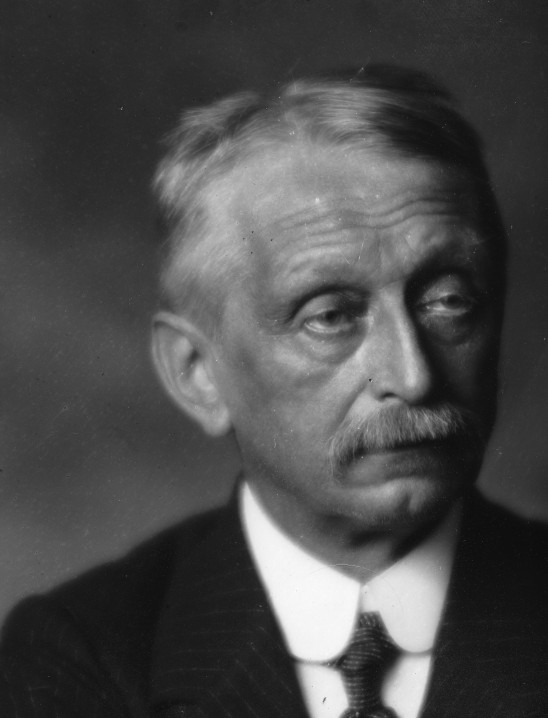
Jacobus C. Kapteyn

Jacobus Cornelius Kapteyn (* 19. Januar 1851 in Barneveld; † 18. Juni 1922 in Amsterdam) war ein niederländischer Astronom. Er gilt als Entdecker der Rotation der Milchstraße. 

## Leben
Kapteyn studierte an der Universität Utrecht von 1868 bis 1875 Mathematik und Physik, wurde dort mit der Schrift Onderzoek der trillende platte vliezen (Untersuchung von schwingenden Flachmembranen) promoviert und arbeitete anschließend am Observatorium von Leiden. Dann wurde er erster Professor für Astronomie und Theoretische Mechanik an der Universität Groningen von 1878 bis 1921. 
Kapteyn hatte kein eigenes Observatorium zur Verfügung, spezialisierte sich aber auf die Auswertung von Fotoplatten und eine umfassende Durchmusterung vor allem des südlichen Sternhimmels, die am Observatorium von Kapstadt aufgenommen wurden. Er katalogisierte dabei 454.875 Sterne. Seine Arbeiten von 1896 bis 1900 konzentrierten sich u. a. auf die Spektralklasse und die Eigenbewegung der Sterne und halfen wesentlich mit, die heutige Struktur der Milchstraße zu verstehen. Kapteyn entdeckte 1897 auf den Fotoplatten von David Gill den nach ihm benannten Kapteyns Stern. Im Jahre 1904 fand er heraus, dass die Sternenbewegung keineswegs zufällig erfolgt, sondern sich in 2 Hauptströmungen verschiedener Drehrichtungen aufspalten lässt. Später wurde ihm klar, dass er damit die von Bertil Lindblad und Jan Oort vorausgesagte galaktische Rotation gefunden hatte. 1922 veröffentlichte er sein Lebenswerk, worin er ein kosmisches Modell einer scheibenförmigen, rotierenden Galaxie von 40.000 Lichtjahren Durchmesser beschrieb, in der die Sonne ca. 2.000 Lichtjahre vom Zentrum entfernt ist. Der Ansatz ist unserem heutigen Verständnis der Milchstraße recht ähnlich, beinhaltet jedoch Fehler auf Grund des mangelnden Wissens über interstellare Absorption in dieser Zeit.
Nach ihm ist der am 21. Februar 1919 von Max Wolf in Heidelberg entdeckte Asteroid (818) Kapteynia benannt, ebenso trägt das Astronomische Institut der Universität Groningen sowie der Mondkrater Kapteyn seinen Namen.
Er ist der Bruder von Willem Kapteyn.

## Auszeichnungen

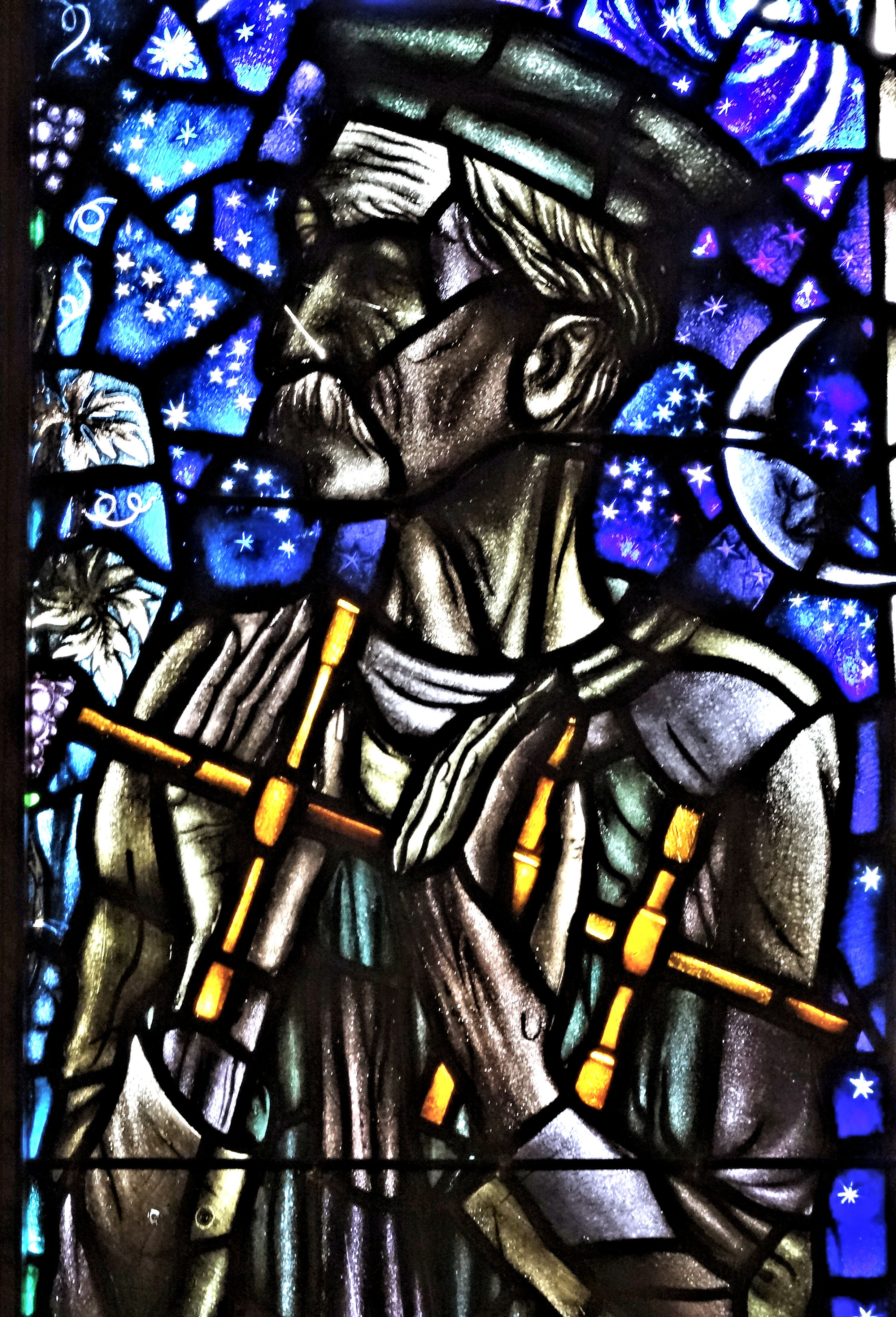
Kapteyn in Akademiegebäude Groningen

- 1888: Mitglied der Königlich Niederländischen Akademie der Wissenschaften (KNAW)[2]
- 1902: Goldmedaille der Royal Astronomical Society
- 1907: Mitglied der National Academy of Sciences
- 1907: Mitglied der American Philosophical Society[3]
- 1908: Auswärtiges korrespondierendes Mitglied der Russischen Akademie der Wissenschaften[4]
- 1909: Korrespondierendes Mitglied der Académie des sciences[5]
- 1910: Ehrenmitglied (Honorary Fellow) der Royal Society of Edinburgh[6]
- 1913: James Craig Watson Medal
- 1913: Bruce Medal
- 1915: Pour le Mérite für Wissenschaft und Künste
- 1919: Auswärtiges Mitglied der Royal Society[7]
- 1922: Korrespondierendes Mitglied der Preußischen Akademie der Wissenschaften[8]